# 아일루크 환초

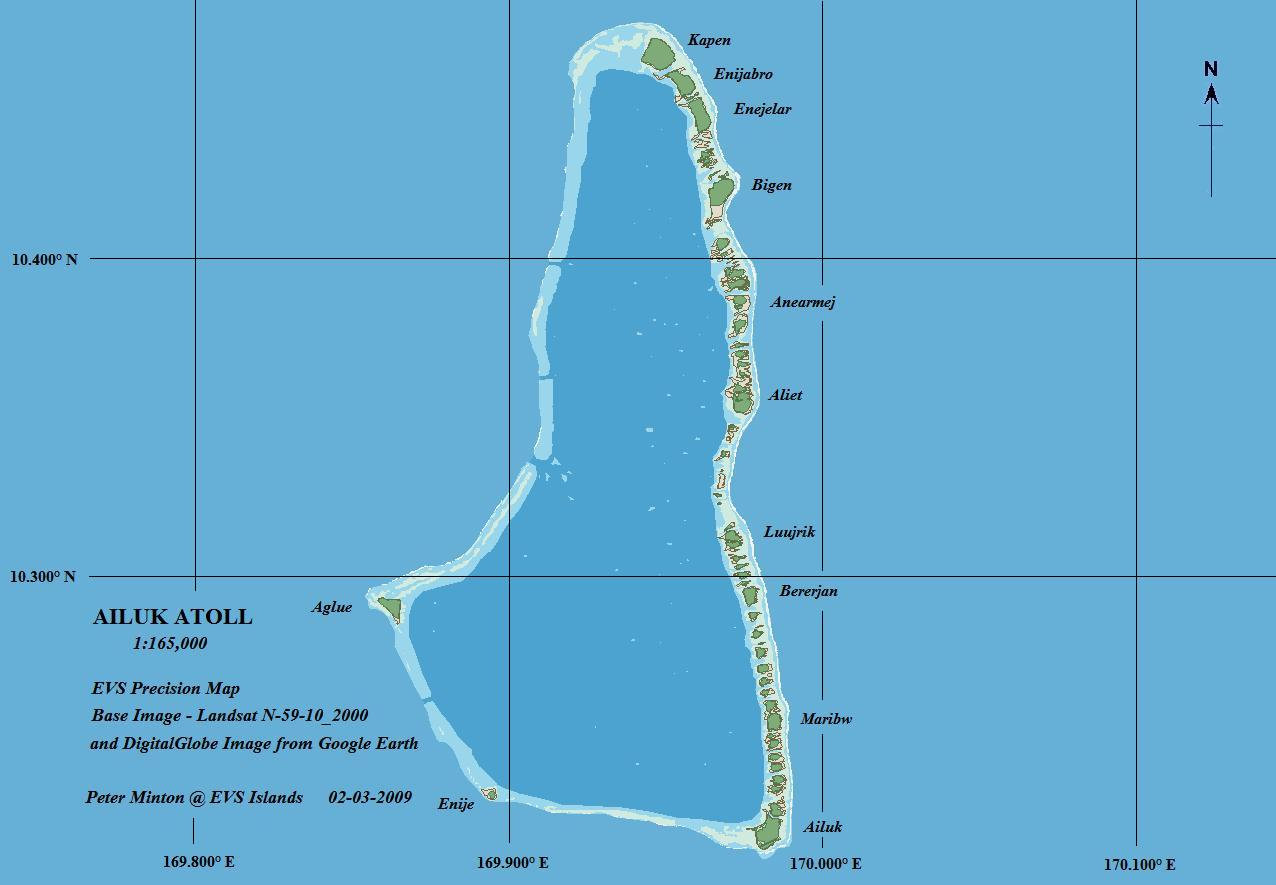
아일루크 환초 지도

아일루크 환초(Ailuk Atoll)는 태평양에 위치한 마셜 제도의 환초로, 라타크 열도에 속하며 57개 섬으로 구성된 환초이다. 마셜 제도를 구성하는 24개 입법 선거구 가운데 하나이며 웟제 환초에서 북쪽으로 72km 정도 떨어진 곳에 위치한다. 육지 면적은 5.4km2, 석호 면적은 177.45km2, 인구는 513명(1999년 기준)이다.